# Willem Christiaan Bonebakker (1866-1951)
Willem Christiaan Bonebakker (Amsterdam, 1 augustus 1866 – Amsterdam, 19 januari 1951) was een Nederlandse bankier en telg van het geslacht Bonebakker. Hij speelde een belangrijke rol binnen de Koloniale Bank en was actief betrokken bij diverse culturele en maatschappelijke instellingen in Nederland.

## Loopbaan
Na zijn opleiding aan de Openbare Handelsschool begon hij zijn loopbaan bij de handelsfirma Louis Bienfait & Soon in Amsterdam. Vervolgens werkte hij enige tijd in Liverpool bij Van Santen, Darmer, Inger & Co. In 1889 vertrok hij naar Nederlands-Indië, waar hij in 1890 in dienst trad van de Koloniale Bank te Soerabaja.
In de daaropvolgende jaren bekleedde hij diverse functies binnen de bank:
- 1892: Agent te Semarang
- 1896: Terugkeer naar Soerabaja als procuratiehouder
- 1900–1912: Agent
- 1912–1915: Hoofdagent
- 1915–1931: Directeur te Amsterdam

Na zijn pensionering bleef hij als commissaris aan de bank verbonden. Tevens was hij van 1924 tot 1946 directeur van de cultuurmaatschappij Pradjekan-Tangarang.

## Maatschappelijke betrokkenheid
Bonebakker was actief betrokken bij het Koninklijk Instituut voor de Tropen (voorheen het Koloniaal Instituut) in Amsterdam. Vanaf 1928 was hij lid van het bestuur en de raad van beheer. Hij vervulde functies als ondervoorzitter, penningmeester en lid van het dagelijks bestuur. Ook was hij bestuurslid van het Hubrecht-Janssen-fonds en adviseur voor de afdeling tropische hygiëne. In 1950 werd hij benoemd tot erelid van het Instituut.

## Schenking aan de stad Amsterdam
In 1925 kreeg de firma As Bonebakker & Zoon de opdracht een vorstelijk zilveren geschenk te vervaardigen voor de stad Amsterdam, ter gelegenheid van het 650-jarig bestaan van de stad en de opening van de nieuwe vleugel van het Raadhuis. In het atelier aan de Tweede Weteringdwarsstraat vervaardigde meestersmid Maarten Zwollo een zestiendelig zilveren servies met onder meer vruchtencoupes, jardinières en kandelabers. Het totale gewicht van het zilver bedroeg 74,48 kilogram.

## Overlijden
Willem Christiaan Bonebakker overleed op 19 januari 1951 in Amsterdam. Kort voor zijn overlijden was hij nog benoemd tot erelid van het Koninklijk Instituut voor de Tropen.